# Henri Chantavoine
Henri Chantavoine, född den 6 augusti 1850 i Montpellier, död den 25 augusti 1918, var en fransk författare.
Chantavoine fick sin första utbildning vid École Normale Supérieure i sin hemstad. Efter att ha undervisat i provinsen flyttade han 1876 till Lycée Charlemagne i Paris och blev senare professor i retorik vid Lycée Henri IV och maître de conférences vid École Normale i Sèvres. Han var knuten till Nouvelle Revue från dess grundande 1879 och till Journal des débats från 1884. Bland hans diktsamlingar kan nämnas Poèmes sincères (1877), Satires contemporaines (1881), Ad memoriam (1884) och Au fil des jours (1889).